# Kristina Kober
Kristina Kober (* 3. August 1989 in Karlsruhe) ist eine ehemalige deutsche Fußballspielerin.

## Karriere

### Verein
Ihre Karriere begann Kober 1993 beim DJK Daxlanden, die sich 2000 in SG Daxlanden umbenannte. 2002 wechselte Kober erstmals zu einer Mädchen-Mannschaft und spielte bis 2005 bei Post-Südstadt Karlsruhe. In dieser Zeit spielte Kober ab der U-12 in allen Jahrgängen mit den Auswahlen des Badischen Fußballverbandes sowie bei den U-18- und U-19-Auswahlen des Südbadischen Fußballverbandes. Danach wechselte sie zur Saison 2005/2006 zum Bundesligisten SC Freiburg und spielte dort bis 2007 zumeist in der zweiten Mannschaft und lief für die U-20 Auswahl des südbadischen Verbandes auf. Danach gehörte sie zum Kader der ersten Mannschaft und war hinter Marisa Brunner die Nummer zwei im Tor der Bundesligamannschaft und kam sporadisch zu weiteren Einsätzen in der zweiten Mannschaft (Oberliga Baden-Württemberg). In der Saison 2007/08 bestritt sie alle DFB-Pokalspiele ihres Teams, am 8. Juni 2008 debütierte sie in Wolfsburg in der Bundesliga. Zur Saison 2009/10 wechselte Kober zur TSG 1899 Hoffenheim, mit denen sie 2012/13 als Meister der 2. Bundesliga Süd in die Bundesliga aufstieg.
Zur Saison 2015/16 wechselte sie zum SC Sand. Im Sommer 2016 beendete Kober ihre aktive Fußballkarriere. Im September 2017 feierte sie ihr Comeback bei der zweiten Mannschaft des SC Sand und half, während der Verletzung von Erin McLeod, im Herbst 2018 beim Bundesliga-Team aus.

### Nationalmannschaft
In den DFB-Auswahlen kam Kober zu drei Einsätzen für die U-15-Juniorinnen und zwei für die U-17-Juniorinnen.

## Erfolge
- Bundesligaaufstieg 2012/13 mit der TSG 1899 Hoffenheim